# Liptovská Porúbka
Liptovská Porúbka (hongrois : Kisporuba) est un village de Slovaquie situé dans la région de Žilina.

## Histoire
La première mention écrite du village date de 1379.

## Démographie

### Évolution de la population
| Année:               | 1994. | 2004.    | 2014.   | 2024.   |
| -------------------- | ----- | -------- | ------- | ------- |
| Nombre de personnes: | 997   | 1169     | 1172    | 1233    |
| Différence:          |       | +17,25 % | +0,25 % | +5,20 % |

| Année:               | 2023. | 2024.   |
| -------------------- | ----- | ------- |
| Nombre de personnes: | 1232  | 1233    |
| Différence:          |       | +0,08 % |